# 茨城県道・栃木県道45号つくば真岡線

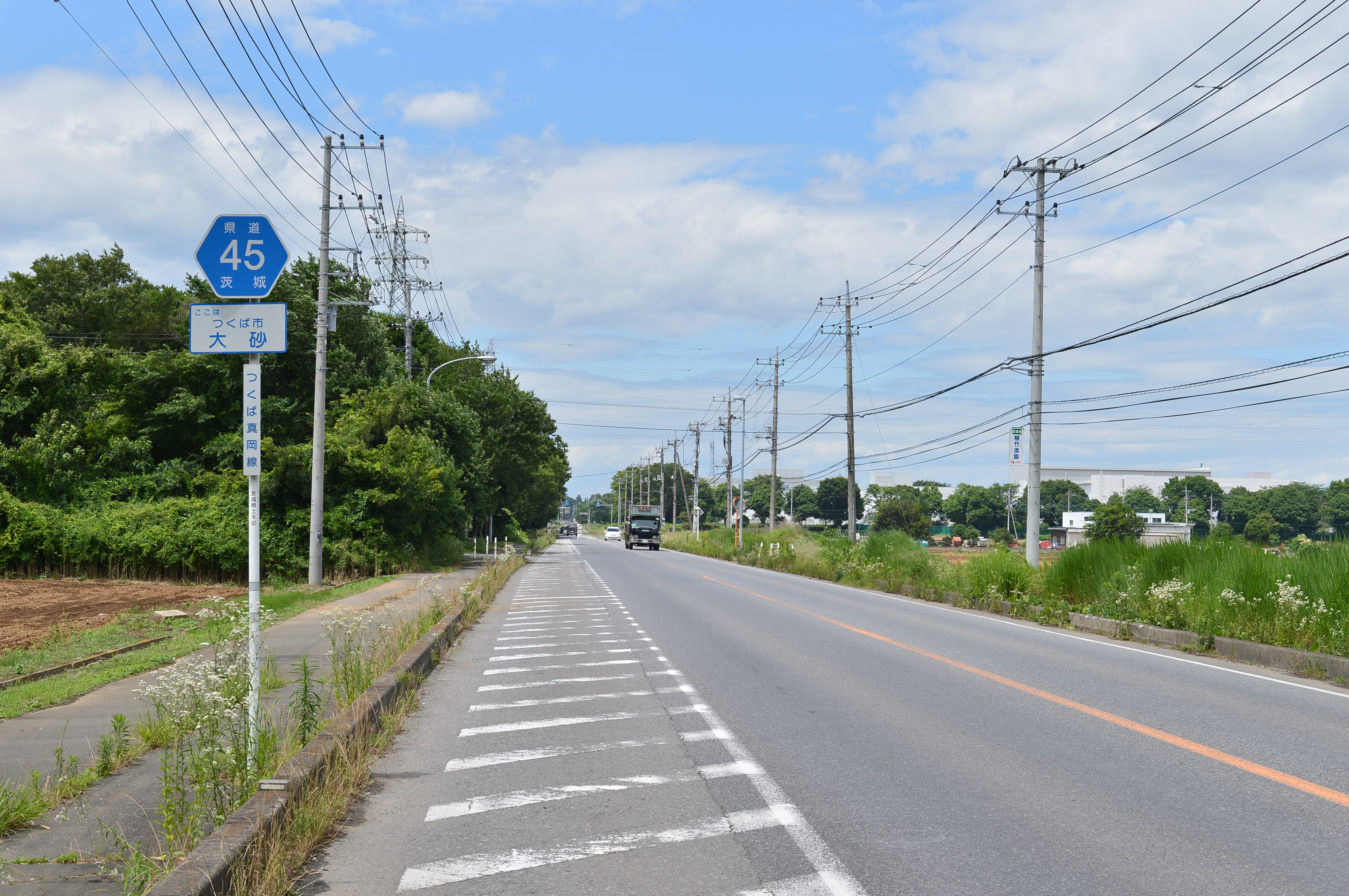
茨城県道45号つくば真岡線
つくば市大砂（2015年6月）

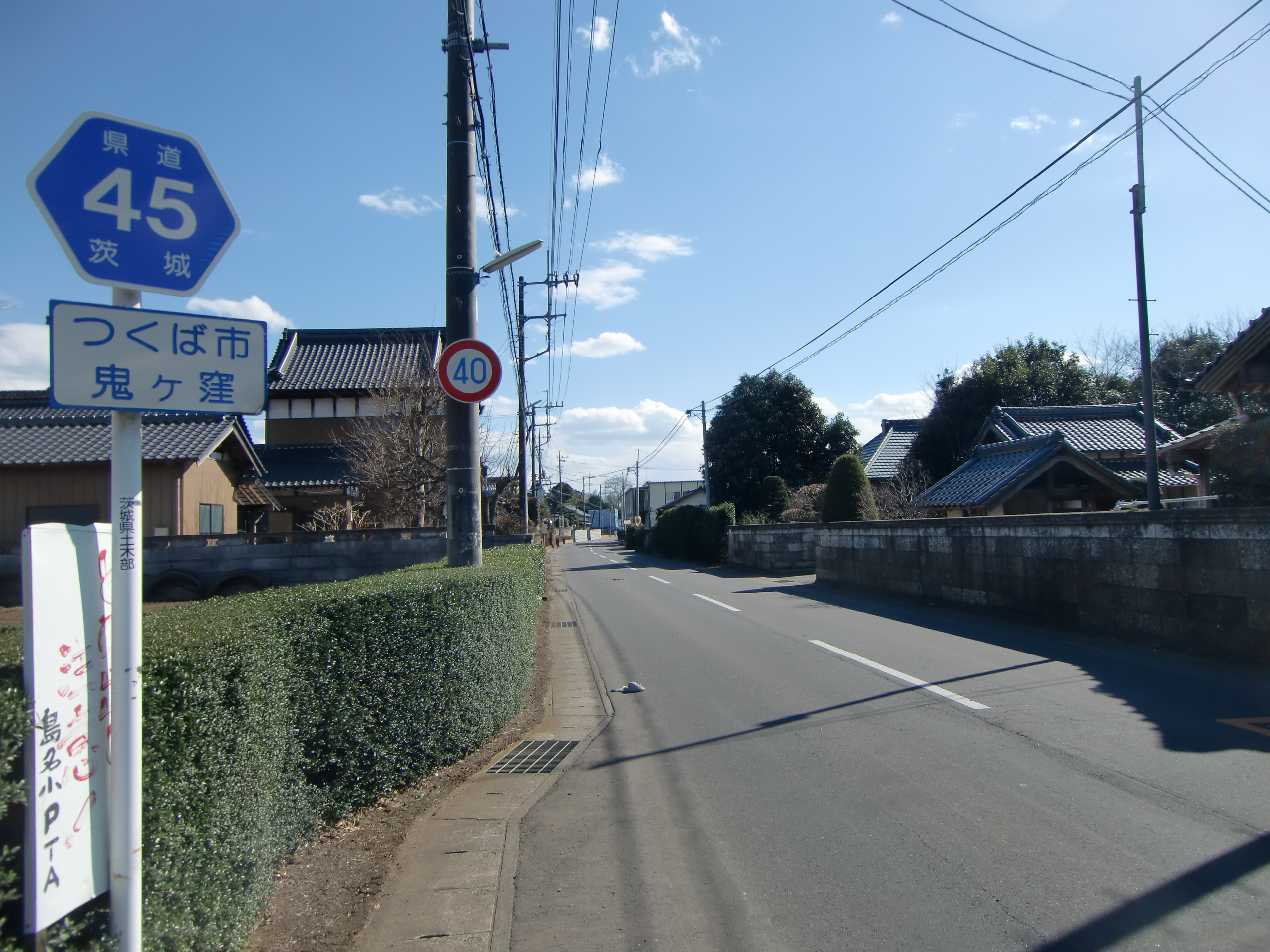
つくば市鬼ケ窪（旧道）（2011年3月）

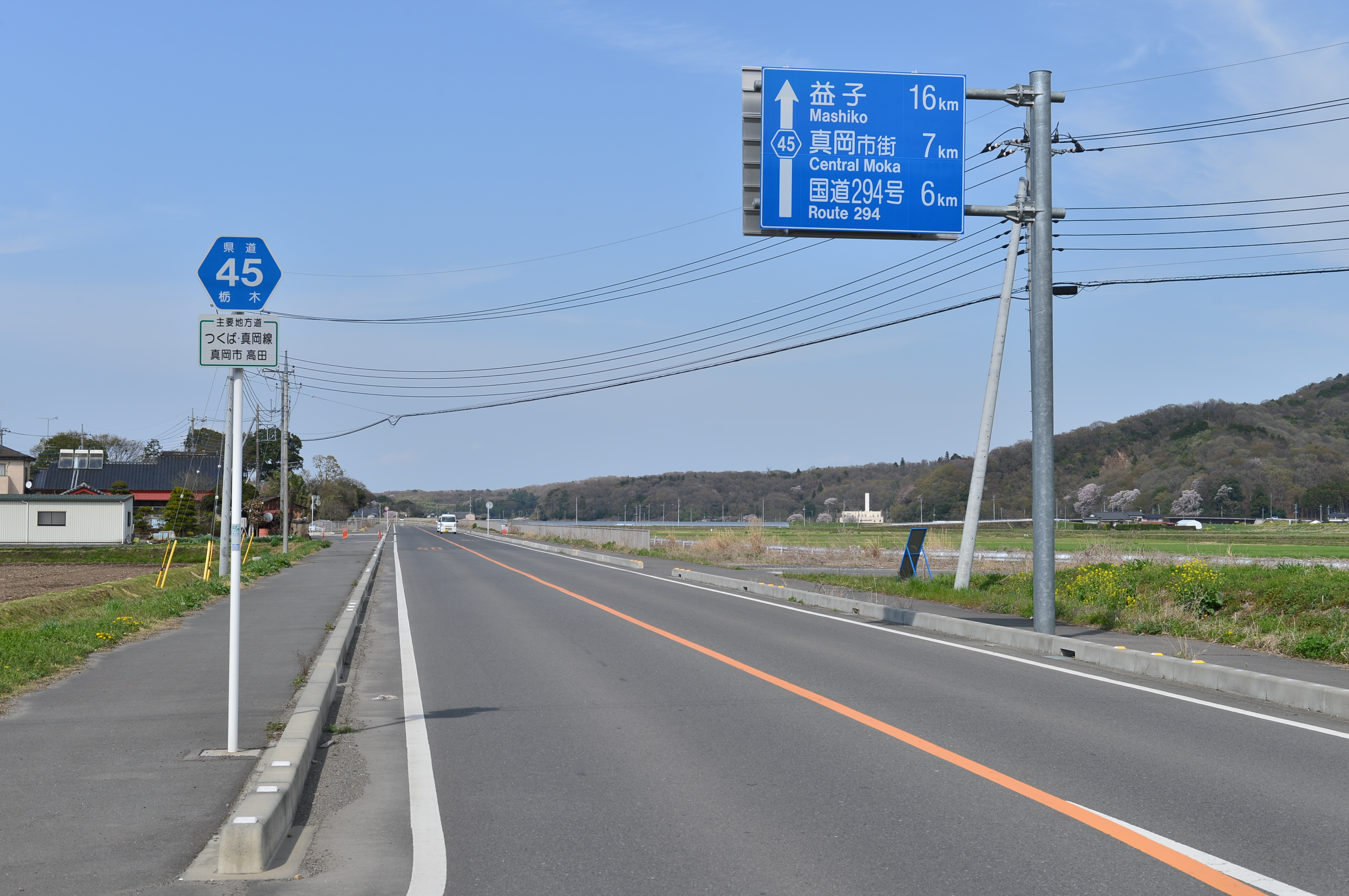
栃木県道45号つくば・真岡線
真岡市高田（2016年4月）

茨城県道・栃木県道45号つくば真岡線（いばらきけんどう・とちぎけんどう45ごう つくばもおかせん）は、茨城県つくば市から栃木県真岡市までを結ぶ県道（主要地方道）である。

## 概要
全線に渡って整備度は低く、茨城県内においてはセンターラインのない狭隘区間が多く存在するため、2024年現在起点からつくば市上菅間まではバイパスが整備されており、新旧両方が県道として指定を受けている（ただし、並行区間のうち旧道の両端部は指定が外されたため、バイパスと旧道は接していない）。

### 路線データ
- 起点：茨城県つくば市真瀬1512の6地先[1]（真瀬入口交差点=国道354号交点）
- 終点：栃木県真岡市田町（田町北交差点=栃木県道47号真岡上三川線交点）
- 総延長：63.968 km（茨城県区間：55.269 km[2]、栃木県区間：8.699 km）
- 重用延長：*.* km（茨城県区間：1.791 km[2]、栃木県区間：*.* km）
- 未供用延長：なし（茨城県区間：0.0 km[2]、栃木県区間：*.* km）
- 実延長：62.087 km（茨城県区間：53.478 km[2]、栃木県区間：8.609 km）
- 自動車交通不能区間延長[注釈 1]：なし（茨城県区間：0.0 km[2]、栃木県区間：*.* km）

## 歴史
1994年（平成6年）4月1日、それまでの県道谷田部明野線（整理番号53）と県道真岡協和明野線（整理番号178）を廃止・統合し、起点を茨城県つくば市、終点を栃木県真岡市とする新たな主要地方道つくば真岡線（整理番号68）として路線認定された。この当時の旧道の起点は茨城県つくば市谷田部字漆出口2138番1地先（国道354号分岐、「福田坪」交差点）であった。翌1995年（平成7年）に整理番号45に変更され現在に至る。

### 年表
- 1959年（昭和34年）10月14日：現在の路線の前身にあたる県道谷田部明野線（図面対照番号87）と県道真岡協和明野線（図面対照番号119）が茨城県より路線認定される[4]。
- 1985年（昭和60年）
  - 2月1日：谷田部町大字真瀬（国道354号・真瀬入口交差点） - 豊里町大字高野（主要地方道土浦境線交点）の県道谷田部明野線バイパス（「谷和原・学園通り」を含む約7.5km）が開通する[5]。
  - 3月14日：県道谷田部明野線バイパスのうち、筑波郡大穂町大字大砂（谷田部明野線旧道交点） - 筑波町大字明石（国道125号交点）の区間（約4.2km）が開通[6]。
- 1991年（平成3年）2月4日：県道谷田部明野線バイパスのうち、つくば市大字大砂地内（主要地方道つくば古河線 - 谷田部明野線旧道交点）の区間（約0.6km）が開通[7]
- 1993年（平成5年）5月11日 - 建設省から、県道谷田部明野線・県道真岡協和明野線がつくば真岡線として主要地方道に指定される[8]。
- 1994年（平成6年）
  - 4月1日
    - 茨城県区間において、つくば真岡線（整理番号68）として県道路線認定[9]。
    - 道路の区域は、つくば市大字谷田部国道354号分岐および、つくば市大字真瀬国道354号分岐から真壁郡協和町大字小栗県界までに決定する[1]

  - 12月22日：真壁郡協和町大字井手蛯沢 - 大字小栗の旧道（3.186km）が指定解除により町道に降格する[10]。
- 1995年（平成7年）3月30日：茨城県区間において、整理番号68から現在の番号（整理番号45）に変更される[11]。
- 2000年（平成12年）
  - 4月1日：茨城県つくば市真瀬 - つくば市作谷の区間が、通行する車両の最大重量限度25トンの道路に指定される[12]。
  - 3月13日：つくば市大字明石（国道125号交点） - 真壁郡明野町大字寺上野までのバイパス道（延長3.986km）の道路区域が決定する[13]。
- 2004年（平成16年）3月22日：つくば市真瀬 - つくば市上河原崎（谷和原・学園通り）、つくば市大砂 - 同市明石（バイパス）、真壁郡明野町大字松原 - 同町大字鍋山、つくば市島名 - 同市今鹿島（旧道）の各区間が、通行する車両の高さの最高限度4.1 mの道路に指定される[14]。
- 2006年（平成18年）4月6日：つくば市谷田部（国道354号現道・旧起点） - 同市島名（一般県道島名福岡線）までの旧道区間の一部（2.807km）が指定解除により市道に降格する[15]。
- 2015年（平成27年）3月24日：つくば市明石（明石交差点） - 同市高野原新田（筑波西中学校前）のバイパス区間が開通[16][17]。
- 2017年（平成29年）11月6日
  - つくば市作谷地内（筑波北部工業団地付近の現道分岐 - ）の旧道（973m）が県道指定を解除され、つくば市道に降格[18]。
  - つくば市明石（明石交差点） - 同市作谷（作谷交差点）の国道125号区間（1.435km）を重用区間に指定[18]。
- 2019年（平成31年）3月28日：つくば市作谷字二十耕地 - 同市作谷字十三耕地の旧道（1.608km）が県道指定を解除され、つくば市道に降格[19]。
- 2020年（令和2年）3月30日：つくば市洞下 - 同市上菅間のバイパス区間が開通[20][21]。
- 2021年（令和3年）10月8日：つくば市高野原新田 - 同市洞下のバイパス区間が開通[22][23]。

## 路線状況
道路法の規定に基づき、茨城県内の筑西市門井（門井交差点） - 筑西市小栗（栃木県界）間は、緊急輸送道路として機能を維持するため、災害発生時の被害拡大防止を目的に道路用地内に電柱を建てることが制限されている。

### バイパス
- 県道つくば真岡線バイパス（都市計画道路 真瀬今鹿島線、今鹿島作谷線）

つくば市真瀬の国道354号（真瀬入口交差点）から明石の国道125号までつくば市内を南北に縦断するバイパスで、主要な区間は都市計画道路として整備された幹線道路でもある。このうちの本県道バイパスの一部として整備された都市計画道路 真瀬今鹿島線は、国道354号からつくば市今鹿島までの延長8.08km、幅員30m（4車線）の幹線道路。その延長上にある都市計画道路 今鹿島作谷線は、今鹿島からつくば市和台原（つくば北部工業団地）までの延長6.26km、幅員 18m（2車線）の幹線道路である。

また、国道125号から北上し、本線へ至るバイパス道路が明石バイパス（延長3.96km）として計画され、2015年3月24日にはつくば市明石 - 同市高野原新田（筑波西中学校前）間（延長1.04km）が、2020年3月30日にはつくば市洞下 - 同市上菅間間（延長1.9km）がそれぞれ部分開通。2021年10月8日につくば市高野原新田 - 同市洞下間（延長1.02km）が開通し、全線開通。旧道区間は一部閉鎖され廃道となった。

### 通称
- 谷和原・学園通り

県道つくば真岡線バイパスの真瀬入口交差点から下河原崎交差点までの区間に付けられた愛称。下河原崎交差点でエキスポ大通りと接続する。つくば科学万博の開催に合わせ、常磐自動車道谷和原インターチェンジから科学万博会場のある筑波研究学園都市を連絡するアクセス道路の一部として1985年2月に開通した。谷和原学園通りの愛称は常磐道谷和原ICから下河原崎までの区間に付けられたもので、国道294号と国道354号の一部も含む。

### 重複区間
- 国道125号（つくば市明石〈明石交差点〉 - 同市作谷〈作谷交差点〉：1.435km）[18]
- 栃木県道166号西田井二宮線（真岡市物井 地内）

### 道路施設
- 榎内橋（西谷田川、つくば市真瀬 - 島名）バイパス
- 松原橋（大川、筑西市松原）
- 村前橋（大川、筑西市松原）
- 内淀橋（大川、筑西市内淀）

## 地理

### 通過自治体
- 茨城県
  - つくば市
  - 筑西市
- 栃木県
  - 真岡市

### 交差する道路
- 茨城県
  - 国道354号（起点）
  - 茨城県道355号東楢戸真瀬線（起点）
  - 茨城県道123号土浦坂東線（つくば市下河原崎）
  - 茨城県道24号土浦境線（つくば市高野）
  - 茨城県道56号つくば古河線（つくば市大砂）
  - 国道125号（つくば市作谷）
  - 茨城県道214号沼田下妻線（つくば市洞下）
  - 茨城県道132号赤浜上大島線（筑西市東石田）
  - 茨城県道131号下妻真壁線（筑西市倉持・明野中東交差点）
  - 茨城県道54号明野間々田線（筑西市海老ヶ島）
  - 茨城県道14号筑西つくば線（筑西市松原）
  - 茨城県道7号石岡筑西線（筑西市桑山）
  - 茨城県道149号横塚真壁線（筑西市知行）
  - 茨城県道151号荻島真壁線（筑西市上星谷）
  - 国道50号（筑西市門井）
  - 茨城県道216号岩瀬二宮線（筑西市小栗）
- 栃木県
  - 栃木県道207号高田筑西線（真岡市高田）
  - 栃木県道166号西田井二宮線（真岡市物井）
  - 栃木県道166号西田井二宮線（真岡市物井）
  - 栃木県道187号物井寺内線（真岡市物井）
  - 国道294号（真岡市田町）
  - 栃木県道119号真岡岩瀬線（真岡市田町）
  - 栃木県道47号真岡上三川線（終点）

### 沿線にある施設など
- つくばテクノパーク大穂（つくば市大久保）
- 筑波北部工業団地（つくば市和台）
- つくば明野工業団地（筑西市向上野）
- JR新治駅（筑西市新治）
- 専修寺（真岡市高田）